# Hartola
Hartola (en sueco: Gustav Adolfs) es un municipio de Finlandia localizado en la región de Päijänne Tavastia.

## Demografía y geografía
El municipio tiene una población de 2.955(2016) y cubre una área de 675,38 km² de los cuales 132,18 km² corresponden a agua. La densidad de población es 5,44 habitantes por km². Sus municipios vecinos son: Heinola, Joutsa, Luhanka, Pertunmaa y Sysmä. 
Su lengua oficial es el finés.

## Historia y cultura
Desde 1987, la ciudad se autonombró como una parroquia real fundada y proclamada en 1784 por el rey Gustavo III de Suecia, creada en la frontera oriental del reino en honor a su hijo, Gustavo IV Adolfo de Suecia, recibiendo el nombre de Gustav Adolfs.
El primer sábado de septiembre, se celebra una feria en Hartola, siendo la más grande de Finlandia en su tipo.
Hartola alberga al museo Itä-Hämeen.
El lugar es también conocido por ser el lugar de nacimiento del escritor Maila Talvio.

## Política
Los resultados de las elecciones parlamentarias de 2011 en Hartola fueron los siguientes:
- Partido del Centro   26.2%
- Coalición Nacional   23.0%
- Partido Socialdemócrata   18.5%
- Verdaderos Finlandeses   17.9%
- Demócrata cristianos   6.3%
- Alianza de la Izquierda dejada 5.0%
- Liga Verde   1.6%

## Pueblos
- Hangastaipale
- Koitti
- Kuivajärvi
- Lepsala
- Murakka
- Nokka
- Putkijärvi
- Siltasuo
- Vuorenkylä (considerada la zona habitada más septentrional de Päijänne Tavastia)[3]

Todas las escuelas de estos pueblos han sido cerradas. El sistema escolar de Hartola tiene cerca de 140 años.